# تشيركلو 10199
تشيركلو 10199 (بالإنجليزية: 10199 Chariklo) هو كويكب، يقع ضمن قنطور. اكتشف في 15 فبراير 1997. وقد اكتشفه سبايس واتش.
يبلغ قطره المكافئ حوالي 248 كيلومتر.

## الاكتشاف والتسمية
اكتشفه "جيمس ف. سكوتي"، من مشروع سبيس ووتش من مرصد كيت بيك، تشيركلو في 15 فبراير 1997. أُطلق عليه مؤقتًا اسم 1997 CU26، نسبةً إلى الحورية شاريكلو، زوجة القنطور تشيرون . وبعد اكتشافه بالمشاهدة ظهر الكويكب تشيركلو في صور قديمة تعود إلى عام 1988. وحتى يوليو 2017 وجدت له 577 صورة متاحة على مدار 27 عامًا، لذا فإن بياناته المدارية معروفة بدقة نسبيا.

## حلقاته والأقمار الافتراضية

انطباع فني لكوكب تشيركلو.

يُحاط كوكب تشيركلو بحلقتين من الجليد المائي (أكثر من ٢٠٪) والسيليكات (ما بين ٤٠ ٪ و٧٠٪). يبلغ نصف قطر الحلقة الجليدية الداخلية، التي يبلغ عرضها ٧ كيلومترات ٣٩١ كيلومترًا، وبلغ نصف قطر الحلقة الجليدية الخارجية، التي يبلغ عرضها ٣ كيلومترات، ٤٠٥ كيلومترات. لا يُعرف سبب وجود واستقرار نظام الحلقات حاليًا. تفصل بين الحلقتين فجوة يبلغ عرضها حوالي ٩ كيلومترات. هذا، من بين أسباب أخرى، يُشير إلى احتمال وجود قمر واحد له على الأقل، مما يُعزز استقرار نظام الحلقات. ومن المرجح أن تبلغ سرعة إفلات كوكب تشاريكلو حوالي ٣٥٠ كيلومترًا في الساعة.
كان تشيركلو أول كويكب تُكتشف حلقاته.
 جاء اكتشاف نظام الحلقات نتيجة تحليل احتجاب نجمي في 3 يونيو 2013. وقد استُخدمت نفس الطريقة منذ ذلك الحين لرصد حلقات تشيرون
وهوميا. كما يُفسر موقع حلقات تشيركلو الكسوف المؤقت الذي حدث في عام 2008 والاختفاء المتزامن لأطياف الجليد المائي. في عام 2008 سٌلط المشاهدة من الأرض على حافة نظام الحلقات ، الذي يحتوي على بلورات جليدية ساطعة.

قام فريق بحث ياباني بوضع نموذج محاكاة واقعية للحلقتين حول تشيركلو. ووُجد أنه بدون قمر تابع له، إذ لابد من أن تكون الحلقة الداخلية غير مستقرة، لأنها ستتفكك بسبب جاذبيتها الذاتية في أقل من 100 عام. ويمكن تفسير استقرارها بافتراض تركيبها من جسيمات لا يتجاوز حجمها بضعة ملليمترات.

رسم تخطيطي متحرك لمدار تشيركلو مع الكواكب االعملاقة في المجموعة الشمسية.planets
Sun•
Jupiter•
Saturn•
Uranus•
10199 Chariklo

## تشيركلو  بين القنطورات
مدارات القنطورات المعروفة :
يوضح الرسم البياني مدارات القنطورات المعروفة مقارنةً بمدارات الكواكب. بالنسبة لأجرام مختارة، يُمثل انحراف المدارات بأجزاء حمراء (تمتد من الحضيض إلى الأوج).

مدارات القنطورات المعروفة [ملاحظة 2

تُظهر مدارات القنطورات نطاقًا واسعًا من الانحراف المركزي، من شديدي الانحراف مثل(فولوس، أسبولوس، 55576 أميكوس ،و نيسوس) إلى أكثر دائرية (تشيركلو 10199 ؛  و ثيريوس و أوكيرهوي  اللذان يتقاطعان مع مدار زحل).

## اقرأ أيضا
- 2340 حتحور
- 55576 أميكوس كويكب قنطور
- 3554 أمون كويكب
- 54598 بينور كويكب قنطور
- 31824 إلاتوس كوكب قنطور
- 10370 هيلونوم
- 5335 داموكليس
- قنطور (كوكب صغير)